# Matteo Darmian
Matteo Darmian (Legnano, 2 december 1989) is een Italiaans voetballer die doorgaans in de verdediging speelt. Hij verruilde Parma in 2021 voor Internazionale. Darmian debuteerde in 2014 in het Italiaans voetbalelftal.

## Clubcarrière

### AC Milan
Darmian is afkomstig uit de jeugd van AC Milan. Hij maakte op 28 november 2006 op zestienjarige leeftijd zijn debuut in de hoofdmacht van de Rossoneri, in een bekerwedstrijd tegen Brescia. In de met 2–1 gewonnen wedstrijd viel hij in voor Kacha Kaladze. Darmians debuut in de Serie A volgde op 19 mei 2007, tegen Udinese (2–3). Hij viel die wedstrijd in de 59ste minuut in voor Giuseppe Favalli. In het daaropvolgende seizoen speelde hij geen wedstrijden in het eerste, maar was hij de aanvoerder van het jeugdteam van AC Milan in de Campionato Nazionale Primavera. Op 21 december 2008 speelde Darmian zijn tweede wedstrijd in het eerste van AC Milan, na afwezigheid van een jaar en zeven maanden en opnieuw tegen Udinese (5–1 winst)
AC Milan verhuurde Darmian in 2009 aan Calcio Padova, waarna hij in juli 2010 definitief overstapte naar US Palermo. AC Milan bleef daarbij wel in het bezit van 50% van zijn transferrechten. Bij Palermo speelde Darmian in het seizoen 2010/11 elf competitiewedstrijden; 22 duels zat hij op de reservebank.

### Torino
In juli 2011 tekende hij een contract bij Torino FC. Bij die club was hij in de seizoenen 2011/12 tot en met 2014/15 basisspeler. In de jaargang 2014/15 maakte Darmian op 29 oktober 2014 in de Serie A tegen Parma FC het beslissende doelpunt (1–0 winst) en op 26 april 2015 was hij beslissend in de confrontatie met kampioen Juventus (2–1 winst) met een doelpunt en een assist. In totaal speelde hij vier seizoenen voor Torino en was hij daarin goed voor 150 wedstrijden en zes goals.

### Manchester United
Darmian tekende in juli 2015 een contract tot medio 2019 bij Manchester United. Dat betaalde Torino circa €18.000.000,- voor hem. In zijn verbintenis werd een optie voor nog een seizoen opgenomen. Hij maakte op 17 juli 2015 zijn officieuze debuut voor Manchester United, in een oefenwedstrijd in Seattle tegen Club América. Naast Darmian maakten ook Memphis Depay, Bastian Schweinsteiger en Morgan Schneiderlin – de maker van het winnende doelpunt – hun debuut voor United. Op 8 augustus maakte hij zijn officiële debuut tegen Tottenham Hotspur (1-0 winst). Hij werd door de fans verkozen tot Speler van de Maand Augustus. Op 20 april 2016 scoorde Darmian tegen Crystal Palace zijn eerste goal voor Manchester United, een volley vanaf de rand van de zestien. Onder trainer Louis van Gaal won hij op 21 mei de FA Cup. Hij speelde 39 wedstrijden in zijn eerste seizoen.
Hoewel hij niet speelde tijdens de gewonnen finales om de FA Community Shield tegen Leicester City op 7 augustus en de EFL Cup tegen Southampton op 26 februari 2017, speelde hij wel de volle negentig minuten in de met 2-0 gewonnen Europa League-finale tegen Ajax. Hij kwam nog steeds tot 29 wedstrijden onder Van Gaal, maar onder dienst opvolger José Mourinho kwam hij tot slechts 34 wedstrijden in de twee seizoenen daarop.

### Parma
In de zomer van 2019 keerde Darmian terug in Italië. Hier maakte hij op 15 september tegen Cagliari met een assist zijn debuut. Hij speelde in totaal 33 competitiewedstrijden en kwam op 25 juli 2020 tegen Brescia tot zijn eerste en enige goal voor Parma. 

### Internazionale
Na een jaar bij Parma werd Darmian verhuurd aan Internazionale, dat een optie tot koop had van 1,8 miljoen. Hij maakte op 21 oktober tegen Borussia Mönchengladbach om de Champions League zijn debuut voor Inter. Hij scoorde op 28 februari tegen Genoa CFC. Dat seizoen werd Darmian met Inter kampioen van Italië. Met drie goals en vier assists in 26 competitiewedstrijden was Darmian daar belangrijk in, waarna de optie tot koop gelicht werd. Na drie gewonnen Supercoppa's, twee gewonnen Coppa Italia's en een verloren UEFA Champions League-finale werd Darmian met Inter opnieuw kampioen in het seizoen 2023/24. Hij speelde 33 competitiewedstrijden, zijn meeste voor Inter sinds zijn komst.

## Clubstatistieken
| Seizoen | Club              | Competitie     | Competitie | Competitie | Beker | Beker | Europa | Europa | Totaal | Totaal |
| Seizoen | Club              | Competitie     | Wed.       | Dlp.       | Wed.  | Dlp.  | Wed.   | Dlp.   | Wed.   | Dlp.   |
| ------- | ----------------- | -------------- | ---------- | ---------- | ----- | ----- | ------ | ------ | ------ | ------ |
| 2006/07 | AC Milan          | Serie A        | 1          | 0          | 1     | 0     | 0      | 0      | 2      | 0      |
| 2007/08 | AC Milan          | Serie A        | 0          | 0          | 1     | 0     | 0      | 0      | 1      | 0      |
| 2008/09 | AC Milan          | Serie A        | 3          | 0          | 0     | 0     | 0      | 0      | 3      | 0      |
| 2009/10 | → Padova          | Serie B        | 22         | 1          | 0     | 0     | —      | —      | 22     | 1      |
| 2010/11 | Palermo           | Serie A        | 11         | 0          | 1     | 0     | 4      | 0      | 16     | 0      |
| 2011/12 | → Torino          | Serie B        | 33         | 1          | 1     | 0     | —      | —      | 34     | 1      |
| 2012/13 | → Torino          | Serie A        | 30         | 0          | 2     | 0     | —      | —      | 32     | 0      |
| 2013/14 | Torino            | Serie A        | 37         | 0          | 1     | 0     | —      | —      | 38     | 0      |
| 2014/15 | Torino            | Serie A        | 32         | 2          | 1     | 0     | 13     | 3      | 46     | 5      |
| 2015/16 | Manchester United | Premier League | 28         | 1          | 4     | 0     | 7      | 0      | 39     | 1      |
| 2016/17 | Manchester United | Premier League | 18         | 0          | 4     | 0     | 7      | 0      | 29     | 0      |
| 2017/18 | Manchester United | Premier League | 8          | 0          | 5     | 0     | 4      | 0      | 17     | 0      |
| 2018/19 | Manchester United | Premier League | 6          | 0          | 1     | 0     | 0      | 0      | 7      | 0      |
| 2019/20 | Parma             | Serie A        | 33         | 1          | 1     | 0     | —      | —      | 34     | 1      |
| 2020/21 | Parma             | Serie A        | 3          | 0          | —     | —     | —      | —      | 3      | 0      |
| 2020/21 | Internazionale    | Serie A        | 26         | 3          | 3     | 0     | 4      | 1      | 33     | 4      |
| 2021/22 | Internazionale    | Serie A        | 25         | 2          | 6     | 0     | 5      | 0      | 36     | 2      |
| 2022/23 | Internazionale    | Serie A        | 31         | 1          | 6     | 1     | 11     | 0      | 48     | 2      |
| 2023/24 | Internazionale    | Serie A        | 33         | 2          | 3     | 0     | 7      | 0      | 43     | 2      |
| Totaal  | Totaal            | Totaal         | 380        | 14         | 41    | 1     | 64     | 4      | 485    | 19     |

## Interlandcarrière
Onder leiding van bondscoach Cesare Prandelli maakte Darmian zijn debuut in het Italiaans voetbalelftal op zaterdag 31 mei 2014 in de vriendschappelijke interland tegen Ierland (0–0). Hij moest in dat duel na 88 minuten speeltijd plaatsmaken voor Ignazio Abate. Darmian speelde gedurende het oefenduel samen met ploeggenoten Alessio Cerci en Ciro Immobile (Torino). De ontmoeting met het Iers elftal was ter voorbereiding op het wereldkampioenschap voetbal 2014 in Brazilië, dat voor Italië begon op 14 juni in Manaus tegen Engeland (1–2 winst). In de wedstrijd speelde Darmian als rechtsback, naast centrale verdediger Andrea Barzagli. Darmian speelde de drie groepsduels allemaal volledig; in de verloren wedstrijd tegen Costa Rica (0–1) stelde Prandelli hem op als linksback, waarna hij in het afsluitende groepsduel weer rechts in de verdediging werd gepositioneerd. Ook na het wereldkampioenschap bleef Darmian een basisspeler in het Italiaans elftal en begon hij met zijn land in september 2014 het kwalificatietoernooi voor het Europees kampioenschap voetbal 2016. Op 10 oktober 2015 maakte Darmian in de uitwedstrijd tegen Azerbeidzjan zijn eerste interlanddoelpunt; in het met 1–3 gewonnen duel maakte hij het derde doelpunt voor Italië, nadat Éder en Stephan El Shaarawy reeds hadden gescoord.
Op 23 mei 2016 werd hij opgenomen in de selectie voor het Europees kampioenschap voetbal 2016 in Frankrijk. Italië werd in de kwartfinale na strafschoppen uitgeschakeld door Duitsland; Darmian was een van de spelers die misten. Darmian werd op 6 juni 2024 door bondscoach Luciano Spalletti opgenomen in de Italiaanse selectie voor het EK 2024 in Duitsland. Italië eindigde als tweede in een groep met Albanië, Spanje en Kroatië, waarna het in de achtste finales werd uitgeschakeld met een 2–0 nederlaag tegen Zwitserland. Darmian kwam op het toernooi enkel tegen Spanje niet in actie.
| Interlands van Matteo Darmian voor Italië | Interlands van Matteo Darmian voor Italië | Interlands van Matteo Darmian voor Italië | Interlands van Matteo Darmian voor Italië | Interlands van Matteo Darmian voor Italië | Interlands van Matteo Darmian voor Italië |
| №                                         | Datum                                     | Wedstrijd                                 | Uitslag                                   | Soort wedstrijd                           | Doelpunten                                |
| Als speler bij Torino FC                  | Als speler bij Torino FC                  | Als speler bij Torino FC                  | Als speler bij Torino FC                  | Als speler bij Torino FC                  | Als speler bij Torino FC                  |
| ----------------------------------------- | ----------------------------------------- | ----------------------------------------- | ----------------------------------------- | ----------------------------------------- | ----------------------------------------- |
| 1.                                        | 31 mei 2014                               | Italië – Ierland                          | 0 – 0                                     | Vriendschappelijk                         |                                           |
| 2.                                        | 14 juni 2014                              | Engeland – Italië                         | 1 – 2                                     | WK 2014                                   |                                           |
| 3.                                        | 20 juni 2014                              | Italië – Costa Rica                       | 0 – 1                                     | WK 2014                                   |                                           |
| 4.                                        | 24 juni 2014                              | Italië – Uruguay                          | 0 – 1                                     | WK 2014                                   |                                           |
| 5.                                        | 4 september 2014                          | Italië – Nederland                        | 2 – 0                                     | Vriendschappelijk                         |                                           |
| 6.                                        | 9 september 2014                          | Noorwegen – Italië                        | 0 – 2                                     | Kwalificatie EK 2016                      |                                           |
| 7.                                        | 10 oktober 2014                           | Italië – Azerbeidzjan                     | 2 – 1                                     | Kwalificatie EK 2016                      |                                           |
| 8.                                        | 13 oktober 2014                           | Malta – Italië                            | 0 – 1                                     | Kwalificatie EK 2016                      |                                           |
| 9.                                        | 16 november 2014                          | Italië – Kroatië                          | 1 – 1                                     | Kwalificatie EK 2016                      |                                           |
| 10.                                       | 28 maart 2015                             | Bulgarije – Italië                        | 2 – 2                                     | Kwalificatie EK 2016                      |                                           |
| 11.                                       | 31 maart 2015                             | Italië – Engeland                         | 1 – 1                                     | Vriendschappelijk                         |                                           |
| 12.                                       | 12 juni 2015                              | Kroatië – Italië                          | 1 – 1                                     | Kwalificatie EK 2016                      |                                           |
| 13.                                       | 16 juni 2015                              | Italië – Portugal                         | 0 – 1                                     | Vriendschappelijk                         |                                           |
| Als speler bij Manchester United          |                                           |                                           |                                           |                                           |                                           |
| 14.                                       | 3 september 2015                          | Italië – Malta                            | 1 – 0                                     | Kwalificatie EK 2016                      |                                           |
| 15.                                       | 6 september 2015                          | Italië – Bulgarije                        | 1 – 0                                     | Kwalificatie EK 2016                      |                                           |
| 16.                                       | 11 oktober 2015                           | Azerbeidzjan – Italië                     | 1 – 3                                     | Kwalificatie EK 2016                      | 65'                                       |
| 17.                                       | 13 oktober 2015                           | Italië – Noorwegen                        | 2 – 1                                     | Kwalificatie EK 2016                      |                                           |
| 18.                                       | 13 november 2015                          | België – Italië                           | 3 – 1                                     | Vriendschappelijk                         |                                           |
| 19.                                       | 17 november 2015                          | Italië – Roemenië                         | 2 – 2                                     | Vriendschappelijk                         |                                           |
| 20.                                       | 24 maart 2016                             | Italië – Spanje                           | 1 – 1                                     | Vriendschappelijk                         |                                           |
| 21.                                       | 29 maart 2016                             | Duitsland – Italië                        | 4 – 1                                     | Vriendschappelijk                         |                                           |
| 22.                                       | 29 mei 2016                               | Italië – Schotland                        | 1 – 0                                     | Vriendschappelijk                         |                                           |
| 23.                                       | 13 juni 2016                              | België – Italië                           | 0 – 2                                     | EK 2016                                   |                                           |
| 24.                                       | 22 juni 2016                              | Italië – Ierland                          | 0 – 1                                     | EK 2016                                   |                                           |
| 25.                                       | 27 juni 2016                              | Italië – Spanje                           | 2 – 0                                     | EK 2016                                   |                                           |
| 26.                                       | 3 juli 2016                               | Duitsland – Italië                        | 1 – 1 (6 – 5 n.s.)                        | EK 2016                                   |                                           |
| 27.                                       | 15 november 2016                          | Italië – Duitsland                        | 0 – 0                                     | Vriendschappelijk                         |                                           |
| 28.                                       | 28 maart 2017                             | Nederland – Italië                        | 1 – 2                                     | Vriendschappelijk                         |                                           |
| 29.                                       | 7 juni 2017                               | Uruguay – Italië                          | 0 – 3                                     | Vriendschappelijk                         |                                           |
| 30.                                       | 11 juni 2017                              | Italië – Liechtenstein                    | 5 – 0                                     | Kwalificatie WK 2018                      |                                           |
| 31.                                       | 2 september 2017                          | Spanje – Italië                           | 3 – 0                                     | Kwalificatie WK 2018                      |                                           |
| 32.                                       | 5 september 2017                          | Italië – Israël                           | 1 – 0                                     | Kwalificatie WK 2018                      |                                           |
| 33.                                       | 6 oktober 2017                            | Italië – Macedonië                        | 1 – 1                                     | Kwalificatie WK 2018                      |                                           |
| 34.                                       | 9 oktober 2017                            | Albanië – Italië                          | 0 – 1                                     | Kwalificatie WK 2018                      |                                           |
| 35.                                       | 10 november 2017                          | Zweden – Italië                           | 1 – 0                                     | Kwalificatie WK 2018                      |                                           |
| 36.                                       | 13 november 2017                          | Italië – Zweden                           | 0 – 0                                     | Kwalificatie WK 2018                      |                                           |

Bijgewerkt op 19 november 2020.

## Erelijst
| Competitie         |                   |                   |                   |                   |
| Competitie         | Aantal            | Jaren             |                   |                   |
| Manchester United  | Manchester United | Manchester United | Manchester United | Manchester United |
| ------------------ | ----------------- | ----------------- | ----------------- | ----------------- |
| UEFA Europa League | 1×                | 2016/17           |                   |                   |
| FA Cup             | 1×                | 2015/16           |                   |                   |
| League Cup         | 1×                | 2016/17           |                   |                   |
| Internazionale     |                   |                   |                   |                   |
| Serie A            | 2×                | 2020/21, 2023/24  |                   |                   |
| Coppa Italia       | 2×                | 2021/22, 2022/23  |                   |                   |
| Supercoppa         | 3×                | 2021, 2022, 2023  |                   |                   |